# Дом-музей Ататюрка (Анталья)
Дом-музей Ататюрка (тур. Atatürk Evi ve Müzesi) — музей, расположенный в турецкой Анталье, экспозиция которого посвящена известному революционеру и первому президенту Турецкой Республики Мустафе Кемалю Ататюрку.

## История
5 марта 1930 года основатель Турецкой Республики Мустафа Кемаль Ататюрк отправился на отдых в Анталью. 6 марта он прибыл в город и остановился в двухэтажной каменной вилле, которая находилась в центральной его части. Благодарные жители Антальи, приветствовавшие политика в городе, подарили ему этот особняк. Позднее Ататюрк ещё дважды — в 1931 и 1935 годах — посещал Анталью и оба раза останавливался в подаренном ему доме.
После смерти Ататюрка особняк был передан в частное правление и в 1939 году превратился в вечернюю школу ремёсел для девочек и институт для девушек. В 1952 году вилла перешла к Министерству сельского хозяйства и служила в качестве бюро одного из его управлений. В 1980 году здание передали Министерству культуры и туризма и после реставрации открыли в нём музей великого турка.

## Экспозиции
На первом этаже музея представлены газеты, документы и фотографии, свидетельствующие о визитах Ататюрка в Анталью с 1930 по 1935 годы.
На втором этаже расположены два рабочих кабинета политика и спальня в обстановке столетней давности. Также здесь выставлены коллекции памятных монет, банкнот и почтовых марок, выпущенных после провозглашения Турецкой Республики.
Наиболее важной частью музея является комната, в которой представлены личные вещи Ататюрка, привезённые из мавзолея Аныткабир в Анкаре.